# Bernhard Caesar Einstein
Bernhard Caesar Einstein (10 de julio de 1930-30 de septiembre de 2008) fue un físico suizo-estadounidense nacido en Alemania, primogénito de Frieda Knecht y Hans Albert Einstein; y nieto del renombrado físico Albert Einstein. De los tres hijos de Albert, Lieserl Einstein (se presume que falleció en su niñez), Hans Albert Einstein y Eduard Einstein, sólo Hans se casó y tuvo descendencia.
La madre de Bernhard fue Frieda Knecht. Sus padres se casaron en 1927 y él nació tres años después. Su hermano Klaus, nacido en 1932, falleció en enero de 1939 de difteria; a los seis años. En octubre de ese año, nueve meses después, nació su hermano David, quien falleció en noviembre; al mes siguiente. En 1941, sus padres adoptaron a la niña Evelyn.
Su madre falleció en 1958 y un año después su padre contrajo matrimonio con Elizabeth Roboz, con quien no tuvo hijos.
Bernhard Caesar Einstein contrajo matrimonio con Doris Aude Ascher y tuvieron cinco hijos, Thomas Martin, Paul Michael, Eduard Albert, Mira y Charles Quincy Ascher Einstein; siendo el mayor de ellos Thomas Einstein, doctor en medicina en Santa Mónica (California), especialista en anestesiología. Bernhard contó las memorias de su abuelo a Françoise Wolff, documentalista belga, en una carta que luego sería utilizada como prólogo a un documental de 1998.